# James Maguire
Pour les articles homonymes, voir Maguire.
James Maguire, né le 28 septembre 1939, à Weston, en Ontario, est un ancien joueur canadien de basket-ball.